# Liste der Baudenkmale in Upahl
In der Liste der Baudenkmale in Upahl sind alle denkmalgeschützten Bauten der mecklenburgischen Gemeinde Upahl und ihrer Ortsteile aufgelistet. Grundlage ist die Veröffentlichung der Denkmalliste des Kreises Nordwestmecklenburg mit dem Stand vom 16. September 2020.

## Baudenkmale nach Ortsteilen

### Blieschendorf
| ID | Lage                      | Bezeichnung   | Beschreibung | Bild |
| -- | ------------------------- | ------------- | ------------ | ---- |
| 65 | Dorfstraße 10, 11 (Karte) | ehem. Scheune |              |      |
| 66 | Hauptstraße 7 (Karte)     | ehem. Schule  |              |      |

### Boienhagen
| ID   | Lage                  | Bezeichnung | Beschreibung | Bild |
| ---- | --------------------- | --- | ------------ | ---- |
| 1423 | Dorfstraße 8 (Karte)  | alte Schule |              |      |
| 1421 | Dorfstraße 15 (Karte) | Bauernhaus m. Obstkeller eingetr. 04.03.2019,Brunnen eingetr. 04.03.2019, u. Hofpflasterung eingetr. 04.03.2019 |              |      |
| 1422 | Dorfstraße 19 (Karte) | Hallenhaus |              |      |
| 1424 |                       | Transformatorenhaus                                                                                             |              |      |

### Friedrichshagen
| ID  | Lage               | Bezeichnung    | Beschreibung | Bild           |
| --- | ------------------ | -------------- | --- | -------------- |
| 318 | Dorfstraße (Karte) | Kirche         | Einschiffige, backsteingotische Dorfkirche auf Feldsteinsockel von Ende des 14. oder Anfang des 15. Jahrhunderts, 3-gesch. Westturm mit Walmdach, Innen: flache Decke, gotischer Schnitzaltar vom 15. Jh., barocker Altar von 1701 von Friedrich Wilde, Rokoko-Kanzel von der 1. Hälfte 18. Jh. von Heinrich Johann Bülle, Orgel auf Westempore von 1860. | Weitere Bilder |
| 316 | Dorfstraße 10      | Hallenhaus     | |                |
| 313 | Dorfstraße 2       | Hallenhaus     | |                |
| 317 | Dorfstraße 23      | Bauernhof      | |                |
| 314 | Dorfstraße 5       | Hallenhaus     | |                |
| 315 | Dorfstraße 6       | ehem. Pfarrhof | |                |

### Hanshagen
| ID  | Lage                   | Bezeichnung                              | Beschreibung | Bild |
| --- | ---------------------- | ---------------------------------------- | ------------ | ---- |
| 677 | Hauptstraße 21 (Karte) | Wohn- und Wirtschaftsgebäude und Scheune |              |      |

### Kastahn
| ID   | Lage              | Bezeichnung         | Beschreibung | Bild |
| ---- | ----------------- | ------------------- | ------------ | ---- |
| 1425 | Am Forellenbach 9 | Dorfanlage          |              |      |
| 1426 |                   | Transformatorenhaus |              |      |

### Meierstorf
| ID  | Lage            | Bezeichnung | Beschreibung | Bild |
| --- | --------------- | ----------- | ------------ | ---- |
| 929 | Dorfstraße 4, 5 | Wohnhaus    |              |      |

### Naschendorf
| ID  | Lage | Bezeichnung                     | Beschreibung | Bild |
| --- | --- | ------------------------------- | ------------ | ---- |
| 951 | Dorfstraße 37 | Bauernhof                       |              |      |
|     | B 105 / 140 / 0.955 (im Everstorfer Forst, 300 m westlich des Abzweiges nach Barendorf, 950 m östlich des Abzweiges nach Naschendorf, südliche Straßenseite) | Meilenstein (Ganzmeilenobelisk) |              |      |

### Plüschow
| ID   | Lage              | Bezeichnung                | Beschreibung | Bild             |
| ---- | ----------------- | -------------------------- | --- | ---------------- |
| 1062 | Am Bahnhof 5      | Bahnhof                    | |                  |
| 1063 | Am Park 6 (Karte) | Schloss mit Park           | 2-gesch. 11-achsiges Herrenhaus als Backsteinbau mit Mansarddach und beidseitigem, 3-achsigen, mittlerem Zwerchhaus 1763 für den Hamburger Kaufmann Phillip Heinrich (II.) von Stenglin errichtet, 1802 bis 1945 Eigentum des mecklenburgischen Herrscherhaus, nach 1945 Flüchtlingsheim, dann Nutzung für kommunalen Zwecke, nach 1991 Künstlerhaus mit Ausstellungsräumen. | Schloss mit Park |
| 1060 | Am Park 7         | Wohnhaus (Inspektorenhaus) | |                  |
| 1061 | B 105             | Meilenstein                | | Meilenstein      |

### Sievershagen
| ID   | Lage                   | Bezeichnung          | Beschreibung | Bild                 |
| ---- | ---------------------- | -------------------- | ------------ | -------------------- |
| 1381 | Hauptstraße 19 (Karte) | Bauernhaus und Stall |              | Bauernhaus und Stall |

### Waldeck
| ID   | Lage      | Bezeichnung                                  | Beschreibung | Bild                                         |
| ---- | --------- | -------------------------------------------- | ------------ | -------------------------------------------- |
| 1446 | B 105     | Gedenkstein von 1559 u. Gedenkstein von 1887 |              | Gedenkstein von 1559 u. Gedenkstein von 1887 |
| 1145 | Waldeck 3 | Büdnerei                                     |              |                                              |

## Ehemalige Denkmale

### Boienhagen
| ID   | Lage                  | Bezeichnung | Beschreibung | Bild |
| ---- | --------------------- | ----------- | ------------ | ---- |
| 1421 | Dorfstraße 15 (Karte) | Bauernhof   |              |      |

## Quelle
- Denkmalliste des Landkreises Nordwestmecklenburg (Stand: 9. November 2023; PDF, 1,2 MByte)

- Karte mit allen Koordinaten:
- OSM |
- WikiMap